# Discografia de Vinny
A discografia de Vinny, um cantor brasileiro, inclui onze álbuns de estúdio, duas compilações e dois álbuns ao vivo. Em 1997 tornou-se conhecido em todo Brasil com o single "Heloísa, Mexe a Cadeira", que o projetou para outros álbuns focados na música pop, que trouxeram sucessos como "Shake Boom", "Uh! Tiazinha", "Na Gandaia", "Requebra", "Te Encontrar de Novo" e "Fuck the Fasion". Em 2001 decidiu redirecionar sua carreira para o pop-rock, gêneros que tocava antes da carreira solo.

## Álbuns

### Álbuns de estúdio
| Álbum                         | Detalhes                                                                                | Vendas      | Certificações |
| ----------------------------- | --------------------------------------------------------------------------------------- | ----------- | ------------- |
| Vinny                         | - Lançado: 12 de maio de 1995 - Formato: CD - Gravadora: Independente                   |             |               |
| Todomundo                     | - Lançado: 5 de julho de 1997 - Formato: CD - Gravadora: Indie                          | - : 100.000 |               |
| Na Gandaia                    | - Lançado: 19 de setembro de 1998 - Formato: CD - Gravadora: Indie                      | - : 160.000 | - PMB: Ouro   |
| O Bicho Vai Pegar             | - Lançado: 13 de setembro de 1999 - Formato: CD - Gravadora: Indie                      |             |               |
| Quando o Tempo Pára           | - Lançado: 9 de outubro de 2000 - Formato: CD - Gravadora: Indie                        |             |               |
| Até Você Chegar...            | - Lançado: 28 de novembro de 2001 - Formato: CD - Gravadora: Indie                      |             |               |
| A Mais Perfeita Forma de Amor | - Lançado: 7 de abril de 2004 - Formato: CD - Gravadora: Indie                          |             |               |
| A Máquina do Dia              | - Lançado: 23 de maio de 2005 - Formato: CD - Gravadora: Indie                          |             |               |
| Clássicos na Pista            | - Lançado: 8 de julho de 2009 - Formato: CD, download digital - Gravadora: Independente |             |               |
| Samba Reggae S.A.             | - Lançado: 1 de julho de 2015 - Formato: CD, download digital - Gravadora: Sony         |             |               |
| Vinny Rockabilly Trio         | - Lançado: 23 de fevereiro de 2018 - Formato: CD, download digital - Gravadora: Sony    |             |               |

### Álbuns ao vivo
| Álbum             | Detalhes                                                           | Vendas    |
| ----------------- | ------------------------------------------------------------------ | --------- |
| Mix (Ao Vivo)     | - Lançado: 30 de setembro de 2002 - Formato: CD - Gravadora: Indie | - : 7.000 |
| Acústico Circular | - Lançado: 16 de abril de 2008 - Formato: CD - Gravadora: Indie    |           |

### Extended plays(EPs)
| Álbum | Detalhes                                                                               |
| ----- | -------------------------------------------------------------------------------------- |
| 13!   | - Lançado: 1 de novembro de 2012 - Formato: Download digital - Gravadora: Independente |

## Singles

### Como artista principal
| Título                    | Ano  | Álbum                         |
| ------------------------- | ---- | ----------------------------- |
| "Tanto Faz"               | 1995 | Vinny                         |
| "Sair do Chão"            | 1995 | Vinny                         |
| "Heloísa, Mexe a Cadeira" | 1997 | Todomundo                     |
| "Shake Boom"              | 1998 | Na Gandaia                    |
| "Na Gandaia"              | 1999 | Na Gandaia                    |
| "Break"                   | 1999 | Na Gandaia                    |
| "Te Encontrar de Novo"    | 1999 | O Bicho Vai Pegar             |
| "Requebra"                | 1999 | O Bicho Vai Pegar             |
| "Seja Como For" (Remix)   | 2000 | O Bicho Vai Pegar             |
| "Quero Muito Mais"        | 2000 | Quando o Tempo Pára           |
| "Segura a Tenda"          | 2001 | Quando o Tempo Pára           |
| "Fuck the Fashion"        | 2001 | Quando o Tempo Pára           |
| "Onde Você Vai"           | 2001 | Até Você Chegar...            |
| "Eu não Acredito em Você" | 2002 | Até Você Chegar...            |
| "O que Ninguém Tem"       | 2002 | Mix                           |
| "Universo Paralelo"       | 2004 | A Mais Perfeita Forma de Amor |
| "Romance Ideal"           | 2004 | A Mais Perfeita Forma de Amor |
| "Tudo o que Você Quiser"  | 2005 | A Máquina do Dia              |
| "Tudo Será Para Sempre"   | 2005 | A Máquina do Dia              |
| "Não Ter Você"            | 2008 | Acústico Circular             |
| "Tédio"                   | 2009 | Clássicos na Pista            |
| "Lua Nova"                | 2012 | 13!                           |
| "Deixa Eu te Amar"        | 2015 | Samba Reggae S.A.             |

### Como artista convidado
| Título                                | Ano  | Álbum                |
| ------------------------------------- | ---- | -------------------- |
| "Uh! Tiazinha" (Tiazinha part. Vinny) | 1999 | Tiazinha Faz a Festa |

## Outras aparições
| Título             | Ano  | Outros artistas | Álbum                                  |
| ------------------ | ---- | --------------- | -------------------------------------- |
| "Baby Máskara"     | 1998 | —               | O Máskara                              |
| "Chame Milo"       | 1998 | —               | O Máskara                              |
| "Coco Bongo Dance" | 1998 | —               | O Máskara                              |
| "Macacada Rap"     | 2000 | Renato Aragão   | Criança Esperança 2000                 |
| "Dois" (Remix)     | 2001 | Paulo Ricardo   | Os Melhores do Ano                     |
| "Hey Shazam"       | 2002 | —               | Superfantástico: Quando Eu Era Pequeno |
| "Libélula Bela"    | 2002 | —               | Ilha Rá-Tim-Bum                        |
| "Black Dog"        | 2006 | —               | Rockin' Days                           |
| "Será Você"        | 2007 | —               | Luz do Sol                             |